# Fabryka Trzciny
Fabryka Trzciny, właśc. Centrum Artystyczne Fabryka Trzciny – nieistniejące już centrum kulturalne i artystyczne, znajdujące się przy ul. Otwockiej 14 w dzielnicy na Praga-Północ w Warszawie.

## Opis
Centrum zostało założone w 2003 przez Wojciecha Trzcińskiego. Działało w latach 2003–2016 w kompleksie zabudowań fabrycznych z 1916 przy ul. Otwockiej 14.
Odbywały się tam koncerty, projekcje filmowe, przedstawienia, pokazy mody, oraz spotkania z pisarzami. Działały tam również bar i restauracja. Za barem ustawiono ścianę z butelek denaturatu.
Centrum posiadało również filię działająca pod nazwą Skwer. Filia Centrum Artystycznego Fabryka Trzciny zlokalizowaną w pawilonie na skwerze Hoovera, przy ul. Krakowskie Przedmieście 60a. Wyprowadziło się z pawilonu w 2015 roku zostawiając dług w wysokości ponad 1 mln zł (zaległości czynszowe i koszty eksploatacyjne).
Wojciech Trzciński za utworzenie w dawnej fabryce centrum kultury otrzymał w 2004 Paszport „Polityki” w kategorii „Kreator kultury”, a w 2006 Nagrodę Kisiela. W 2005 budynek wyróżniono umieszczeniem na liście Polska. Ikony architektury.